# .nf
.nf este un domeniu de internet de nivel superior, pentru insula Norfolk (ccTLD).